# Guillermo VI de Aquitania

Francia al inicio del, cuando nació Guillermo VI

Guillermo VI (1004-Poitiers, 15 de diciembre de 1038), llamado el Gordo (del francés: Guillaume le Gros), fue duque de Aquitania y conde de Poitiers (como Guillermo IV) entre 1030 y su muerte. Fue el hijo mayor de Guillermo V el Grande con su primera esposa, Adalmode de Limoges.

## Vida
Convertido en conde, los cambios aparecieron pronto en el entorno de Guillermo el Gordo. De hecho, poco después de la muerte de su padre el 31 de enero de 1030 se casó con una mujer llamada Eustachie de Montreuil, con toda probabilidad de la alta burguesía (no tuvo descendientes conocidos). Se puede observar la desaparición de vasallos principales alrededor de la pareja, lo que lleva a su ausencia de la corte, muestra de un descontento latente. Creó un inicio de administración nombrando a un preboste de Poitiers en 1032.
A lo largo de su reinado tuvo que enfrentarse a la hostilidad de su madrastra, Inés de Borgoña, la tercera esposa de su padre, que se había vuelto a casar con Godofredo Martel, entonces conde de Vendôme y luego conde de Anjou e hijo de Fulco Nerra. Entró en guerra con Martel, que pretendía el gobierno de la Saintonge. El 20 de septiembre de 1034 fue capturado en el campo en Moncontour, cerca de Saint-Jouin-de-Marnes. Fue liberado en 1036, después de casi tres años de prisión, solo mediante la cesión de las ciudades de Saintes y Burdeos. De inmediato volvió a reabrir la guerra, pero fue derrotado de nuevo y tuvo que ceder la isla de Oléron.
Guillermo murió en Poitiers el 15 de diciembre de 1038, siendo enterrado en Maillezais. Fue sucedido por su medio hermano Eudes.